# Richard Herr
Richard Herr (7 de abril de 1922-29 de mayo de 2022) fue un historiador e hispanista estadounidense, experto en el pensamiento ilustrado español del siglo xviii.

## Biografía
Cuando era soldado durante la II Guerra Mundial en Francia conoció a Elena Fernández Mel (1920-2006), una republicana española formada en el Instituto Escuela que había emigrado a París con sus padres y que estaba estudiando francés en la Sorbona, con la que se casó el 2 de marzo de 1946; marcharon a los Estados Unidos, en concreto a Chicago, donde tuvieron dos hijos, Charles y Winship. Tras vivir en Connecticut y Berkeley, se divorciaron en 1966 y ella volvió a París para completar su tesis doctoral sobre literatura comparada, lo que hizo en la Universidad de Chicago en 1970 con el título Les origines de l'Espagne romantique, les récits de voyage 1755-1823; algunas de las obras de su marido fueron traducidas por ella misma al español. Su marido se había doctorado también en la Universidad de Chicago. Desde 1965 era académico correspondiente de la Real Academia de la Historia. Durante tres años desde su retiro en 1991 impartió un curso en Berkeley sobre Historia de España y Portugal desde época antigua hasta el presente. Fue profesor invitado al ISCTE de Lisboa. De 1987 a 1991 perteneció al Iberian Studies Group de Berkeley. Organizó y contribuyó a los Iberian Identity: Essays on the Nature of Identity in Portugal and Spain (coeditado con John Polt, 1989) y The New Portugal: Democracy and Europe (1992). De 1994 a 1998 tuvo la cátedra de Portuguese Studies Program en la Universidad de California en Berkeley. Investigó principalmente sobre España. En julio de 2003 fue uno de los ocho historiadores honrados por la por la Society of Spanish and Portuguese Historical Studies en Madrid y por el Príncipe Felipe por sus contribuciones distinguidas a la enseñanza de la Historia de España en Estados Unidos. Actualmente es profesor emérito de la cátedra de Estudios Hispánicos en Berkeley.
Entre sus obras destacan The Eighteenth Century Revolution in Spain (Princeton: Princeton University Press, 1958), traducido como España y la revolución del siglo XVIII (Madrid: Aguilar, 1962), donde sostiene que la Ilustración española fue una respuesta a tres crisis fundamentales: la primera, la religión cristiana contra la explicación filosófica del universo; algunos ilustrados abandonaron sus creencias volviéndose deístas o ateos, otros trataron de compaginar su concepción cristiana con la ciencia; en todo caso, existía un conflicto latente entre un tipo de sociedad cristiana y un tipo de sociedad científica. En segundo lugar, el enfrentamiento entre un estado soberano y un estado más participativo ¿a quién pertenecía el poder? ¿Al soberano o a la nueva y boyante clase social burguesa? Esa era una de las cuestiones que se planteaban los pensadores ilustrados. En tercer lugar, la nueva concepción que Europa se hace del resto del mundo a consecuencia de su expansión internacional mundial: no era necesario el cristianismo para ser moral. En cuanto a España, considera que la Ilustración fue asunto de una élite fomentada por Carlos III, amiga de lo nuevo y obsesionada por la instrucción y la mejora de la agricultura, opuesta a una masa rutinaria e inerte aferrada a la tradición. En An Historical Essay on Modern Spain (1974), traducido como España contemporánea (Madrid, 2004) traza los rasgos principales de una época que comenzó con la Ilustración y terminó en los años sesenta a través de tres conflictos primordiales: uno ideológico-cultural, otro geográfico y, finalmente, otro socioeconómico. El libro se cierra con un epílogo escrito treinta años después en el que el autor revalida sus tesis de entonces.

## Obras
- The Eighteenth Century Revolution in Spain (Princeton: Princeton University Press, 1958),[4][5][6] traducido como España y la revolución del siglo XVIII (Madrid: Aguilar, 1962)
- An Historical Essay on Modern Spain (1974), traducido como España contemporánea (Madrid, 2004).
- España contemporánea. Madrid: Marcial Pons. 2004. ISBN 9788495379757.